# Japonské císařské námořní letectvo
Japonské císařské námořní letectvo (japonsky 大日本帝國海軍航空隊 Dai-Nippon teikoku kaigun kókútai ) byla letecká složka japonského císařského námořnictva, která byla zodpovědná za letecké operace na podporu císařského námořnictva (průzkum, vzdušné krytí, dálkové údery, vzdušný transport, etc…) a s tím související obranou domácích ostrovů. Své úkoly císařské námořní letectvo plnilo od svého vzniku v roce 1912 až do kapitulace Japonského císařství v roce 1945.
Císařské námořní letectvo bylo operačně podřízeno Gunreibu (軍令部 ~ námořní generální štáb) a administrativně Kaigunšó (海軍省 ~ ministerstvo námořnictva). Kaigun kókú honbu (海軍航空本部 ~ letecký úřad císařského námořnictva) podléhající Kaigunšó byl zodpovědný za výcvik a vývoj.
Počátky císařského námořního letectva spadají před první světovou válku, kdy Japonsko získalo první letouny a začalo experimentovat s jejich využitím. Již v září 1914 došlo k prvním operacím hydroplánů z nosiče Wakamija Maru během bitvy o Čching-tao a v dubnu 1916 došlo k založení první kókútai (航空隊 ~ letecká skupina/pluk) – základní organizační jednotky císařského námořního letectva po většinu doby jeho existence.
Zpočátku císařské námořní letectvo nakupovalo, či později i vyrábělo, letouny zahraničních konstrukcí, ale po první světové válce začalo vyvíjet i svoje vlastní konstrukce, které nakonec zcela převládly. Již v prosinci 1922 zařadilo císařské námořnictvo do služby první účelově postavenou letadlovou loď Hóšó. Následovaly letadlové lodě Akagi a Kaga získané přestavbami z nedokončeného bitevního křižníku a bitevní lodě. Následující výstavba letadlových lodí vedla až k sestavení prvního úderného svazu letadlových lodí na světě: kidó butai (機動部隊 ~ Mobilní svaz). Císařské námořní letectvo disponovalo vedle palubního letectva a hydroplánů i letouny operujícími z pozemních základen. Ty se (na rozdíl od letounů armádního letectva) zaměřovaly na dálkové údery.
Na začátku války v Pacifiku disponovalo císařské námořní letectvo moderními a výkonnými konstrukcemi, jako byly stíhačky Micubiši A6M2 a bombardéry Micubiši G4M1, které svými výkony překonávaly své protivníky. Velkého doletu, rychlosti a obratnosti bylo ale dosaženo za cenu absence pancéřování a samosvorných obalů palivových nádrží, což vedlo k vysokým ztrátám letounů i létajících posádek. Výcvikový program pilotů císařského námořního letectva se zaměřil na výcvik malého počtu dobře vycvičených pilotů. Japonští námořní stíhači si dokázali dobýt vzdušnou převahu nad čínským letectvem v druhé čínsko-japonské válce, ale po úvodních úspěších během války v Pacifiku se projevila převaha zdrojů na straně Spojenců (nové typy letounů, výcvik, logistika) a zejména během bojů v Šalomounových ostrovech utrpělo císařské námořní letectvo těžké ztráty na letounech, ale především na pilotech, které nedokázalo nahradit. Koncem války se rovněž potýkalo s nedostatkem paliva a dalších strategických surovin. To nakonec vedlo k tomu, že se na podzim 1944 prosadila myšlenka sebevražedných útoků pilotů Kamikaze. Po japonské kapitulaci bylo císařské námořní letectvo (stejně jako císařské námořnictvo) rozpuštěno.
U japonských jmen je rodné jméno uváděno na prvním místě a rodové jméno na druhém
Při přepisu japonštiny byla použita česká transkripce

## Historie

### Počátky
V roce 1903 uskutečnili bratři Wrightové první let motorového letounu. Následovaly další pokroky v konstrukci létajících strojů těžších než vzduch, které nezůstaly Japoncům utajené. Již dříve císařské námořnictvo experimentovalo s balóny, ovšem až do konce prvního desetiletí 20. století zůstal japonský zájem o letectví na strojích těžších než vzduch v rovině čistě teoretické – v Japonském císařství žádná letadla nebyla. V březnu 1909 vydal šósa (少佐 ~ korvetní kapitán) Eisuke Jamamoto svoje Kókúdžucu kenkjú ni kan suru ikenšo (航空術研究に関する意見書 ~ Psané pojednání o studiu leteckého umění). Jamamoto prosazoval, aby se námořnictvo zabývalo o tako-šiki kúčú hikóki (凧式空中飛行機 ~ vzdušný létající stroj dračího typu), ale cesta k jím předpovězené „létající válečné lodi úžasného potenciálu“ byla ještě dlouhá…
Dne 30. června 1909 byla založena Rindži gunjó kikjú kenkjúkai (臨時軍用気球研究会 ~ Dočasná společnost pro výzkum vojenského využití balónů), která sice byla společným dílem císařského námořnictva a císařské armády, ale toto vzácné spojenectví obou ozbrojených složek nebylo rovnocenné. Kenkjúkai byla financovaná armádou a rovněž hlavní posty v kenkjúkai byly obsazené armádními důstojníky. Armádní členové kenkjúkai, kteří byli vysláni na stáži do Evropy, přivezli v roce 1910 do Japonska první dva letouny těžší než vzduch, což vedlo ke vzniku císařského armádního letectva. Císařské námořnictvo, které od svého založení usilovalo o nezávislost na armádě, založilo 26. června 1910 Kaigun kókúdžucu kenkjúkai (海軍航空術研究会 ~ Námořní společnost pro výzkum leteckého umění; též 海軍航空術研究委員会 Kaigun kókúdžucu kenkjú iinkai ). Ta se skládala z 22 důstojníků námořnictva, mezi nimiž vedoucí pozici zastával daisa (大佐 ~ námořní kapitán) Kazujoši Jamadži.
V roce 1911 sestrojil kikan tai'i (機関大尉 ~ poručík/technik) Tecukiči Isobe první hydroplán v Japonsku. Letoun byl sestaven z bambusu a Isobe s ním uletěl vzdálenost 60 metrů a dosáhl výšky 3 metrů. Let ale skončil lehkou havárií, když se letoun převrátil.

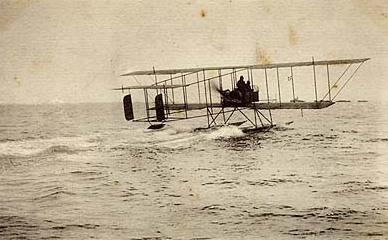
Japonský hydroplán francouzského původu Maurice Farman v roce 1914

V témže roce bylo šest důstojníků císařského námořnictva (mezi nimi i někteří členové Kaigun kókúdžucu kenkjúkai ) vysláno do Francie a do USA, aby se naučili pilotovat a udržovat letouny. Ve Francii se výcviku v pilotní škole v Paříži zúčastnili Józó Kaneko, Kanehiko Umekita a Fumihiko Kohama. Ve Státech se cílem druhé trojice ve složení Sankiči Kóno, Čúdži Jamada a Čikuhei Nakadžima stala letecká škola Glenna Curtisse v Hammondsportu ve státě New York a v San Diegu. Mezitím se Jamamoto vydal studovat vojenské využití letadel do Německého císařství, kde přišel na myšlenku představit létající stroje na námořní přehlídce císaři. Přes počáteční nedůvěru nadřízených se mu na svoji stranu podařilo získat ministra námořnictva danšaku (男爵 ~ baron) čúdžó (中将 ~ viceadmirál) Makoto Saitóa. Do Japonska se proto spěšně vrátili Kaneko z Francie s hydroplánem Maurice Farman a Kóno z USA s hydroplánem Curtiss.
K prvnímu letu námořního letounu císařského námořnictva (Isobův hydroplán byl soukromý, nepatřil námořnictvu) došlo 6. října 1912 v Oppamě, severně od Jokosuky, když Kaneko provedl patnácti– nebo třicetiminutový let s Farmanem, při kterém dosáhl výšky 100 stop (30,5 m). Necelý měsíc poté dosáhl 2. listopadu stejné výšky při desetiminutovém letu i Kóno s Curtissem. Již 12. listopadu byly oba stroje předvedeny císaři éry Taišó během námořní přehlídky (観艦式 kankanšiki ) v Jokohamě. Zatímco Kóno s Curtissem kroužil nad přehlídkou, Kaneko s Farmanem přistál na hladině poblíž chráněného křižníku Čikuma, z jehož paluby sledoval přehlídku císař, a poté opět odstartoval. Obavy pesimistů z neúspěchu se nenaplnily.
V únoru 1914 tai'i (大尉 ~ poručík) Kišiči Magoši dosáhl v hydroplánu Farman výšky 3500 metrů a v březnu se udržel ve vzduchu šest hodin bez mezipřistání.

### Wakamija Marua první bojové nasazení námořního letectva
V roce 1913 císařské námořnictvo rozhodlo přestavět nákladní loď Wakamija Maru (ex ruský Lethington) na nosič hydroplánů. Loď poté mohla nést až čtyři hydroplány (z toho dva v rozloženém stavu), které startovaly z mořské hladiny. Během námořního cvičení u Saseba v roce 1913 byla Wakamija Maru a její Farmany součástí „modrého loďstva“ (tj. útočníků), zatímco další hydroplány v Oppamě byly k dispozici „červenému loďstvu“ (tj. obráncům).

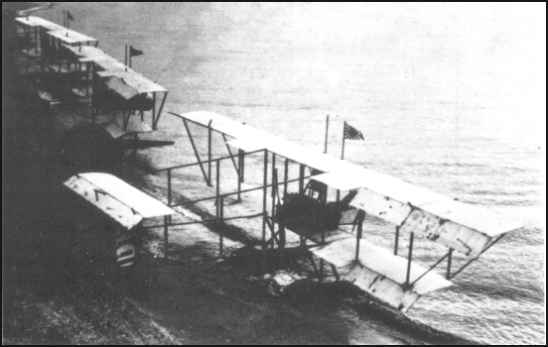
Tři japonské hydroplány Maurice Farman na pláži hydroplánové základny u Čching-tao, rok 1914

Již v létě následujícího roku se ale Wakamija Maru dočkala válečného nasazení, když během bitvy o Čching-tao na počátku první světové války dva Farmany z Wakamija Maru bombardovaly 5. září 1914 dělostřeleckou baterii Bismarck v Čching-tao. Jako pum bylo použito upravených dělostřeleckých granátů. Když byla 30. září Wakamija Maru poškozena najetím na minu a musela se vrátit do Japonska, pokračovaly její hydroplány v operacích proti Čching-tao z pobřežní základny. Dne 13. října se tai'i Hideho Wada (účastník náletu z 5. září) zúčastnil prvního vzdušného souboje císařského námořnictva. Toho dne se Wada a tři letouny císařské armády pokusily zasáhnout proti německému průzkumnému letounu Rumpler Taube, který pilotoval Leutnant (~ poručík) Gunther Plüschow a kterému se nakonec podařilo uniknout. Celkem podnikly námořní letouny 49 letů nad Čching-tao a svrhly 199 pum. Ačkoliv celé nasazení císařských námořních letounů během dobývání Čching-tao bylo pouze malým příspěvkem na epizodním válčišti Velké války, japonské námořní letectvo tím ukázalo, že je „značně napřed před jakoukoliv jinou zemí“.

### Další vývoj císařského námořního letectva na pozadí Velké války
Účast na dobývání Čching-tao byla pro císařské námořní letectvo prakticky jedinou významnější akcí Velké války. Námořní letectva ostatních států, aktivně se účastnících Velké války, se vyvíjela dál a císařské námořnictvo tento vývoj sledovalo prostřednictvím svých pozorovatelů. V letech 1916 až 1917 byl jedním z nich tai'i Kaneko, který v Evropě a v USA sledoval vývoj prvních letadlových lodí. Stejně tak tai'i Torao Kuwabara, který v druhé polovině roku 1917 pozoroval pokroky Royal Naval Air Service: ve skotském Dalmuir u Glasgow navštívil loděnici William Beardmore and Company, ve které se stavěla HMS Argus – první hladkopalubová letadlová loď – a dva týdny pozoroval letecké operace na letadlové lodi HMS Campania. Daisa Tamaki Torisu, který byl pozorovatelem u Royal Navy v letech 1916 a 1917, informoval nejenom o využití vzducholodí pro průzkum, ale i o přestavbě bitevního křižníku HMS Furious na letadlovou loď a o zahájení stavby HMS Hermes – první letadlové lodě na světě stavěné od počátku pro tento účel.
Mezitím v Japonsku pokračoval boj – vedený převážně mladými důstojníky námořnictva – za novou zbraň. Již v roce 1912 Kaneko ve svém dopise z Francie adresovaném Jamamotovi předpověděl ohrožení, které by pro zakotvené lodě v přístavu představovaly letouny vybavené torpédy. Taranto a Pearl Harbor o více než čtvrt století později mu daly za pravdu…
V lednu 1915 poslal kikan tai'i Čikuhei Nakadžima dopis předsedovi Kaigun kókúdžucu kenkjúkai, ve kterém obhajoval letadla jako perspektivní zbraň a dokonce srovnával ničivou sílu boční salvy bitevního křižníku Kongó s údernou sílou 3000 torpédy vybavených letounů, které by se daly pořídit za stejnou částku, jako Kongó. V roce 1917 Nakadžima odešel z námořnictva a založil první soukromou společnost na výrobu letadel v Japonsku: Nakadžima.